# Lucgarier
Lucgarier est une commune française située dans le département des Pyrénées-Atlantiques, en région Nouvelle-Aquitaine.

## Géographie

### Localisation
La commune de Lucgarier se trouve dans le département des Pyrénées-Atlantiques, en région Nouvelle-Aquitaine.
Elle se situe à 20 km par la route de Pau, et à 11 km de Pontacq.
Sur le plan historique et culturel, Lucgarier fait partie de la province du Béarn, qui fut également un État et qui présente une unité historique et culturelle à laquelle s’oppose une diversité frappante de paysages au relief tourmenté.
La commune se trouve dans l'aire d'attraction de Pau ainsi que dans sa zone d'emploi, et dans le bassin de vie de Soumoulou.

### Communes limitrophes
Les communes limitrophes sont Beuste, Bordères, Espoey, Gomer, Hours et Lagos.
|        | Gomer     |        |
| Beuste | Lucgarier | Espoey |
| Lagos  | Bordères  | Hours  |

### Géologie et relief
La superficie de la commune est de 5,67 km2 ; son altitude varie de 289  à   418 mètres.

### Hydrographie

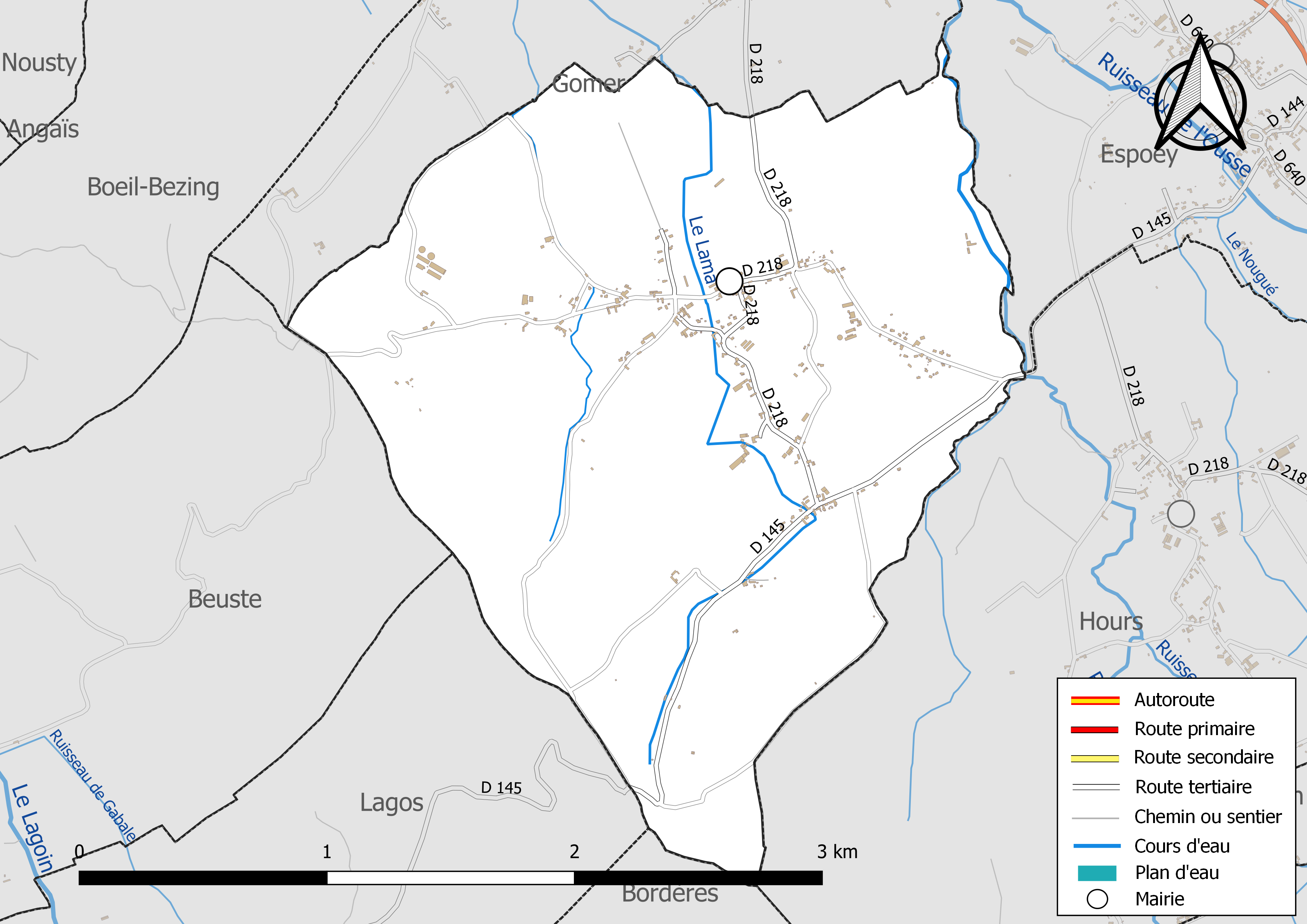
Réseaux hydrographique et routier de Lucgarier.

La commune est drainée par le Lourrou, le Lama et par divers petits cours d'eau, constituant un réseau hydrographique de 6 km de longueur totale,.
Le Lourrou, d'une longueur totale de 13,2 km, prend sa source dans la commune de Saint-Vincent et s'écoule d'est en ouest. Il traverse la commune et se jette dans le ruisseau de l'Ousse à Gomer, après avoir traversé 7 communes.

### Climat
Pour des articles plus généraux, voir Climat de la Nouvelle-Aquitaine et Climat des Pyrénées-Atlantiques.
Historiquement, la commune est exposée à un climat de montagne.
En 2020, Météo-France publie une typologie des climats de la France métropolitaine dans laquelle la commune est toujours exposée à un climat de montagne et est dans la région climatique Pyrénées atlantiques, caractérisée par une pluviométrie élevée (>1 200 mm/an) en toutes saisons, des hivers très doux (7,5 °C en plaine) et des vents faibles.
Pour la période 1971-2000, la température annuelle moyenne est de 12,5 °C, avec une amplitude thermique annuelle de 13,9 °C. Le cumul annuel moyen de précipitations est de 1 222 mm, avec 11,3 jours de précipitations en janvier et 8,6 jours en juillet. Pour la période 1991-2020, la température moyenne annuelle observée sur la station météorologique la plus proche, située sur la commune de Bénéjacq à 5 km à vol d'oiseau, est de 13,4 °C et le cumul annuel moyen de précipitations est de 1 244,1 mm,. Pour l'avenir, les paramètres climatiques de la commune estimés pour 2050 selon différents scénarios d'émission de gaz à effet de serre sont consultables sur un site dédié publié par Météo-France en novembre 2022.

### Milieux naturels et biodiversité

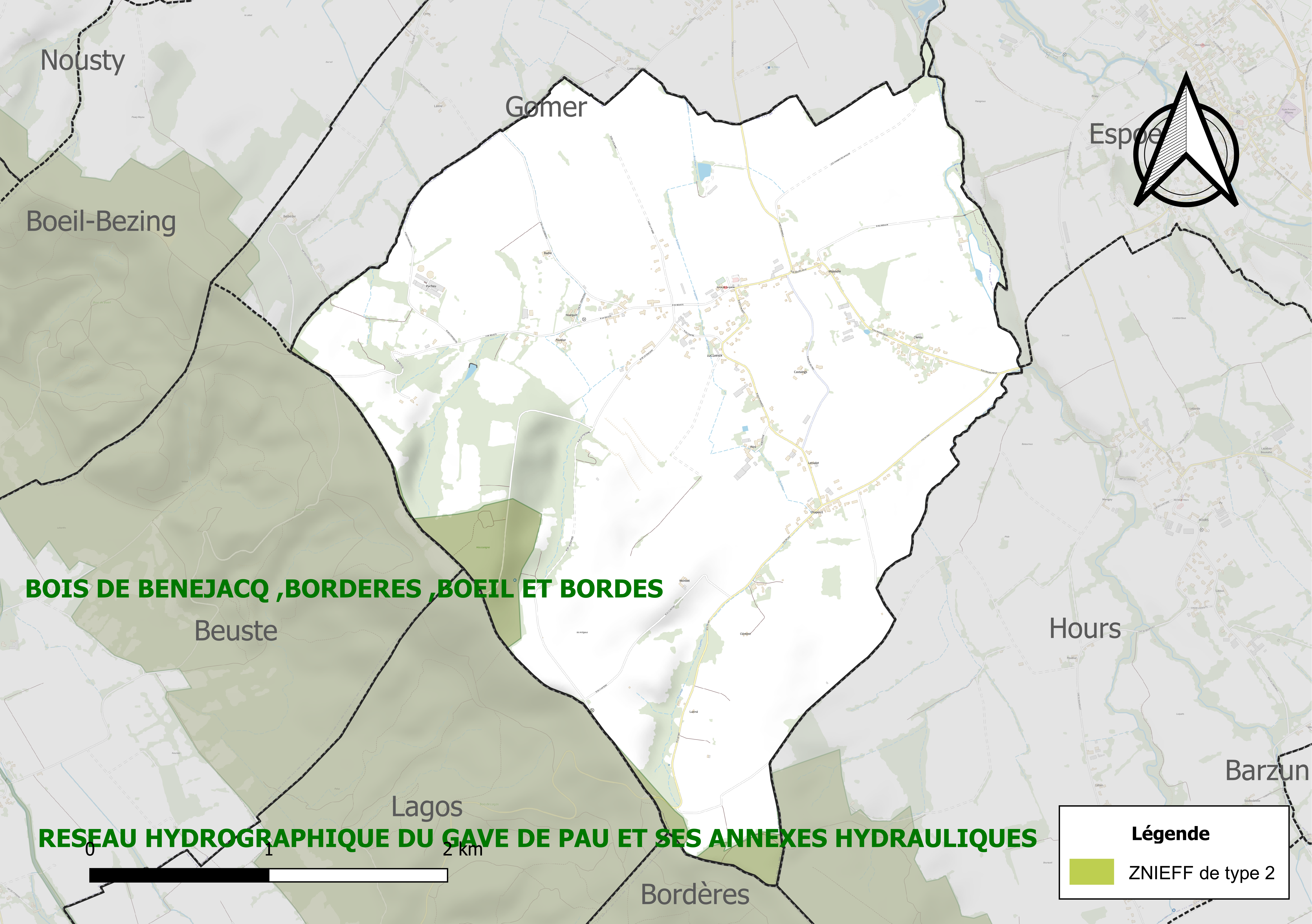
Carte de la ZNIEFF de type 2 sur la commune.

L’inventaire des zones naturelles d'intérêt écologique, faunistique et floristique (ZNIEFF) a pour objectif de réaliser une couverture des zones les plus intéressantes sur le plan écologique, essentiellement dans la perspective d’améliorer la connaissance du patrimoine naturel national et de fournir aux différents décideurs un outil d’aide à la prise en compte de l’environnement dans l’aménagement du territoire.
Une ZNIEFF de type 2 est recensée sur la commune, : 
les « bois de Benejacq, bordères, Boeil et bordes » (2 158 ha), couvrant 13 communes du département.

## Urbanisme

### Typologie
Au 1er janvier 2024, Lucgarier est catégorisée commune rurale à habitat dispersé, selon la nouvelle grille communale de densité à sept niveaux définie par l'Insee en 2022.
Elle est située hors unité urbaine. Par ailleurs la commune fait partie de l'aire d'attraction de Pau, dont elle est une commune de la couronne,. Cette aire, qui regroupe 227 communes, est catégorisée dans les aires de 200 000 à moins de 700 000 habitants,.

### Occupation des sols

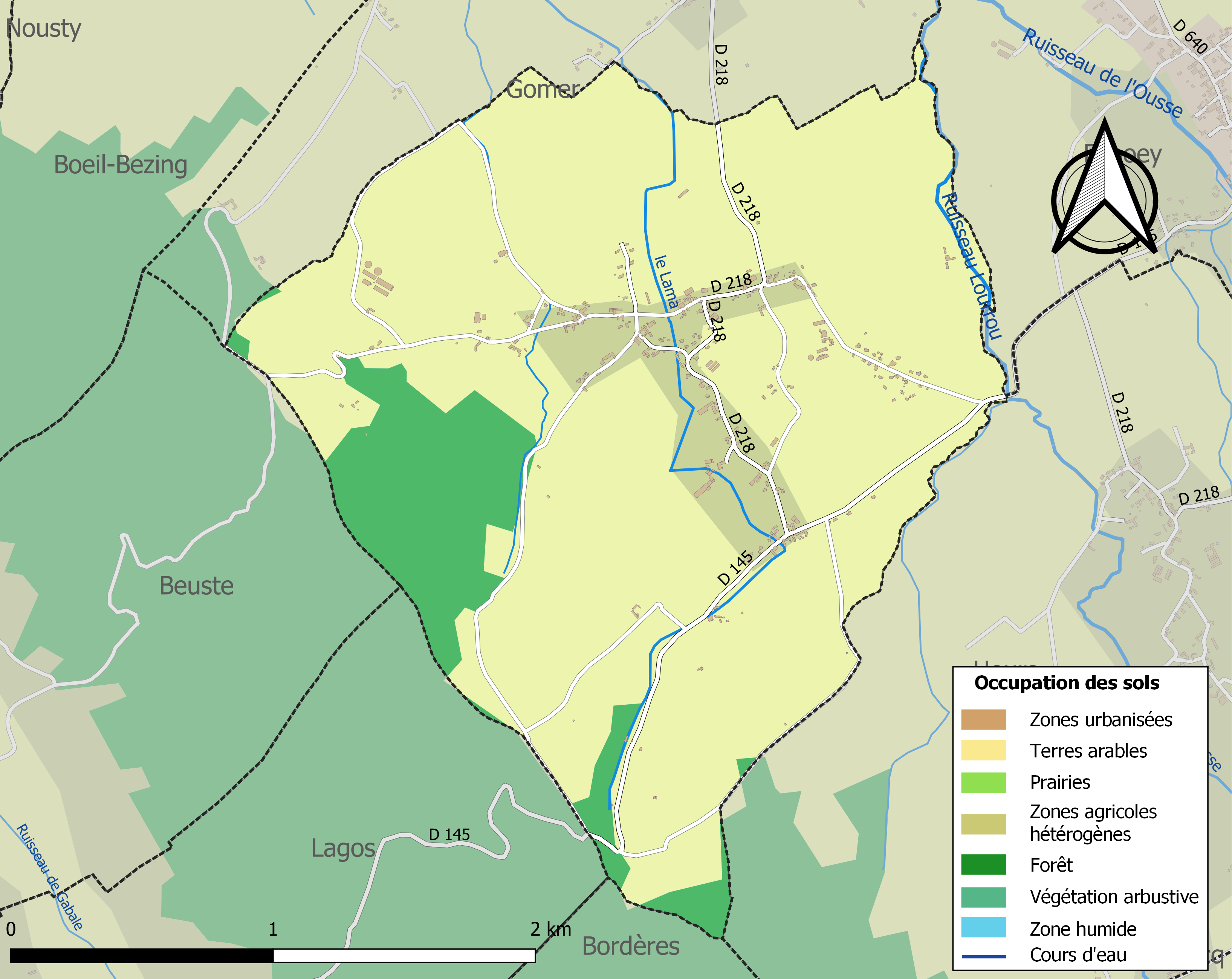
Carte des infrastructures et de l'occupation des sols de la commune en 2018 (CLC).

L'occupation des sols de la commune, telle qu'elle ressort de la base de données européenne d’occupation biophysique des sols Corine Land Cover (CLC), est marquée par l'importance des territoires agricoles (88,3 % en 2018), une proportion identique à celle de 1990 (88,3 %). La répartition détaillée en 2018 est la suivante :
terres arables (80,4 %), forêts (11,7 %), zones agricoles hétérogènes (7,9 %).
L'évolution de l’occupation des sols de la commune et de ses infrastructures peut être observée sur les différentes représentations cartographiques du territoire : la carte de Cassini (XVIIIe siècle), la carte d'état-major (1820-1866) et les cartes ou photos aériennes de l'IGN pour la période actuelle (1950 à aujourd'hui).

### Lieux-dits et hameaux
La commune comprend divers hameaux et lieu-dits : 
- Artigaux ;
- Baloust ;
- le Bois de Moussègne ;
- Cazaux ;
- Champs du Moulin ;
- Chaperot ;
- Tos ;
- Turon.

### Habitat et logement
En 2021, le nombre total de logements dans la commune était de 136, alors qu'il était de 127 en 2016 et de 131 en 2011.
Parmi ces logements, 85,4 % étaient des résidences principales, 4,7 % des résidences secondaires et 10 % des logements vacants. Ces logements étaient pour 95,4 % d'entre eux des maisons individuelles et pour 2,7 % des appartements.
Le tableau ci-dessous présente la typologie des logements à Lucgarier en 2021 en comparaison avec celle des Pyrénées-Atlantiques et de la France entière. Une caractéristique marquante du parc de logements est ainsi la faible proportion des résidences secondaires et logements occasionnels (4,7 %) par rapport au département (13,4 %) et à la France entière (9,7 %). 
| Typologie                                               | Lucgarier | Pyrénées-Atlantiques | France entière |
| ------------------------------------------------------- | --------- | -------------------- | -------------- |
| Résidences principales (en %)                           | 85,4      | 79                   | 82,2           |
| Résidences secondaires et logements occasionnels (en %) | 4,7       | 13,4                 | 9,7            |
| Logements vacants (en %)                                | 10        | 7,6                  | 8,1            |

### Voies de communication et transports
La commune est desservie par les routes départementales 145 et 218.

### Risques naturels et technologiques
Le territoire de la commune de Lucgarier est vulnérable à différents aléas naturels : météorologiques (tempête, orage, neige, grand froid, canicule ou sécheresse) et séisme (sismicité moyenne). Un site publié par le BRGM permet d'évaluer simplement et rapidement les risques d'un bien localisé soit par son adresse soit par le numéro de sa parcelle.

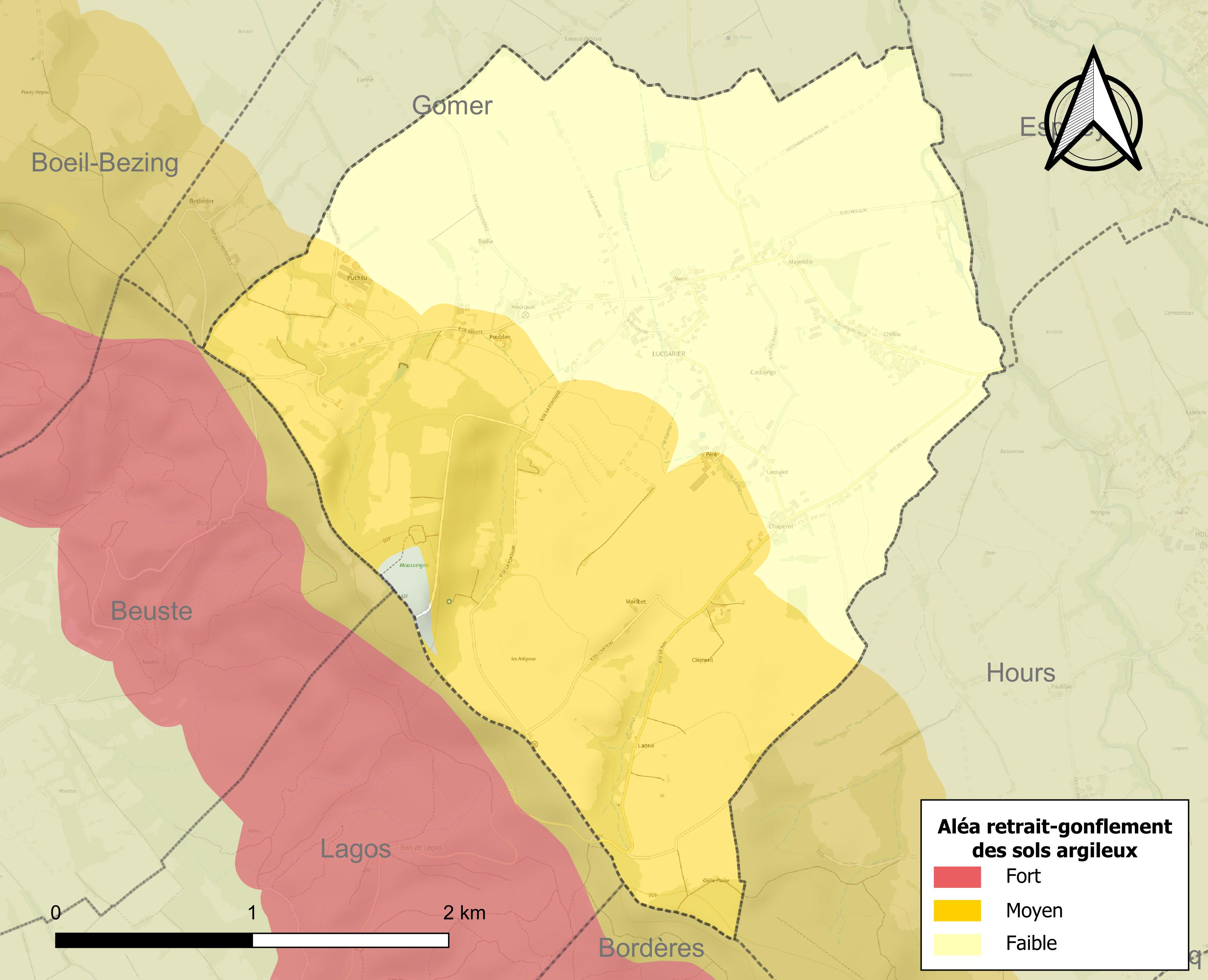
Carte des zones d'aléa retrait-gonflement des sols argileux de Lucgarier.

Le retrait-gonflement des sols argileux est susceptible d'engendrer des dommages importants aux bâtiments en cas d’alternance de périodes de sécheresse et de pluie. 47,1 % de la superficie communale est en aléa moyen ou fort (59 % au niveau départemental et 48,5 % au niveau national). Depuis le 1er octobre 2020, en application de la loi ELAN, différentes contraintes s'imposent aux vendeurs, maîtres d'ouvrages ou constructeurs de biens situés dans une zone classée en aléa moyen ou fort,.
La commune a été reconnue en état de catastrophe naturelle au titre des dommages causés par les inondations et coulées de boue survenues en 1982, 2009 et 2014.

## Toponymie
Le toponyme Lucgarier apparaît sous les formes Luc-Garice (1385, censier de Béarn), Lucgarier (1434, notaires d'Oloron), Lucq-Garié (1675, réformation de Béarn) et Lucgarrier (1863, dictionnaire topographique Béarn-Pays basque).
Issu du gascon luc « bois » et de l'adjectif garriè « de chênes ».
Son nom béarnais est Lucgarrièr ou Lucgariè.

## Histoire
Paul Raymond note qu'en 1385, Lucgarier comptait quatorze feux et dépendait du bailliage de Pau.

## Politique et administration

### Rattachements administratifs et électoraux

#### Rattachements administratifs
La commune se trouve dans l'arrondissement de Pau du département des Pyrénées-Atlantiques.
Elle faisait partie depuis 1793 du canton de Pontacq. Dans le cadre du redécoupage cantonal de 2014 en France, cette circonscription administrative territoriale a disparu, et le canton n'est plus qu'une circonscription électorale.

#### Rattachements électoraux
Pour les élections départementales, la commune fait partie depuis 2014 du canton des Vallées de l'Ousse et du Lagoin.
Pour l'élection des députés, elle fait partie de la deuxième circonscription de l'Oise.

### Intercommunalité
Lucgarier était membre de la communauté de communes Ousse-Gabas, un établissement public de coopération intercommunale (EPCI) à fiscalité propre créé en 2002 et auquel la commune avait transféré un certain nombre de ses compétences, dans les conditions déterminées par le code général des collectivités territoriales.
Dans le cadre des dispositions de la loi portant nouvelle organisation territoriale de la République du 7 août 2015, qui prévoit que les établissements publics de coopération intercommunale (EPCI) à fiscalité propre doivent avoir un minimum de 15 000 habitants, cette intercommunalité a fusionné avec ses voisines pour former, le 1er janvier 2017, la communauté de communes du Nord-Est Béarn, dont est désormais membre la commune.

### Liste des maires
| Période   | Période                        | Identité                | Étiquette | Qualité                                                |
| --------- | ------------------------------ | ----------------------- | --------- | ------------------------------------------------------ |
|           |                                |                         |           |                                                        |
| juin 1995 | mars 2001                      | Jean-Joseph Bellocq     |           |                                                        |
| mars 2001 | mai 2020                       | Daniel Velez            | PS        | Retraité Fonction publique                             |
| mai 2020, | 2023                           | Jean-Claude Soumassière |           | Retraité d'une profession intermédiaire Démissionnaire |
| mars 2023 | En cours (au 30 novembre 2023) | Nathalie Soubirou       |           | Cadre administrative ou commerciale d'entreprise       |

## Équipements et services publics

### Enseignement
Lucgarier dispose d'une école primaire.

## Population et société

### Démographie
L'évolution du nombre d'habitants est connue à travers les recensements de la population effectués dans la commune depuis 1793. Pour les communes de moins de 10 000 habitants, une enquête de recensement portant sur toute la population est réalisée tous les cinq ans, les populations de référence des années intermédiaires étant quant à elles estimées par interpolation ou extrapolation. Pour la commune, le premier recensement exhaustif entrant dans le cadre du nouveau dispositif a été réalisé en 2007.

En 2022, la commune comptait 265 habitants, en évolution de +4,33 % par rapport à 2016 (Pyrénées-Atlantiques : +3,78 %, France hors Mayotte : +2,11 %).
| 1793 | 1800 | 1806 | 1821 | 1831 | 1836 | 1841 | 1846 | 1851 |
| ---- | ---- | ---- | ---- | ---- | ---- | ---- | ---- | ---- |
| 429  | 401  | 447  | 371  | 489  | 514  | 518  | 486  | 437  |

| 1856 | 1861 | 1866 | 1872 | 1876 | 1881 | 1886 | 1891 | 1896 |
| ---- | ---- | ---- | ---- | ---- | ---- | ---- | ---- | ---- |
| 446  | 410  | 381  | 380  | 400  | 395  | 384  | 370  | 344  |

| 1901 | 1906 | 1911 | 1921 | 1926 | 1931 | 1936 | 1946 | 1954 |
| ---- | ---- | ---- | ---- | ---- | ---- | ---- | ---- | ---- |
| 367  | 291  | 327  | 277  | 266  | 274  | 254  | 233  | 221  |

| 1962 | 1968 | 1975 | 1982 | 1990 | 1999 | 2006 | 2007 | 2012 |
| ---- | ---- | ---- | ---- | ---- | ---- | ---- | ---- | ---- |
| 216  | 239  | 223  | 268  | 294  | 288  | 290  | 290  | 269  |

| 2017 | 2022 | - | - | - | - | - | - | - |
| ---- | ---- | - | - | - | - | - | - | - |
| 251  | 265  | - | - | - | - | - | - | - |

### Manifestations culturelles et festivités
C'est traditionnellement au premier weekend du mois d'août que se tient la fête du village. Les conscrits avaient pour habitude de passer chez chaque habitant récolter des fonds en échange de cocardes à accrocher à leur veste. Aujourd'hui ce sont les jeunes majeurs qui perpétuent la tradition. Diverses animations sont organisées durant ce weekend, notamment un repas à la salle des fêtes et un concours de pêche.C'est traditionnellement au premier weekend du mois d'août que se tient la fête du village. Les conscrits avaient pour habitude de passer chez chaque habitant récolter des fonds en échange de cocardes à accrocher à leur veste. Aujourd'hui ce sont les jeunes majeurs qui perpétuent la tradition. Diverses animations sont organisées durant ce weekend, notamment un repas à la salle des fêtes et un concours de pêche.[réf. nécessaire]

## Économie
La commune fait partie de la zone d'appellation de l'ossau-iraty.

## Culture locale et patrimoine

### Lieux et monuments
L'église Saint-Julien-de-Lescar de Lucgarier, située au centre du village, présente un clocher-mur typique ainsi qu'un autel datant du XVIIIe siècle.

## Pour approfondir